# Aline Grönberg
Aline Gustava (fd Aline) Grönberg, född Wiklund fd Johnsson 3 november 1871 i Åbo, död 29 augusti 1950 i Stockholm, var finländskt kommerseråd och affärskvinna. Hon grundade och ägde Åbo Vadd Ab. Hon är också känd som ”Vaddmamma”.

## Äktenskap och barn

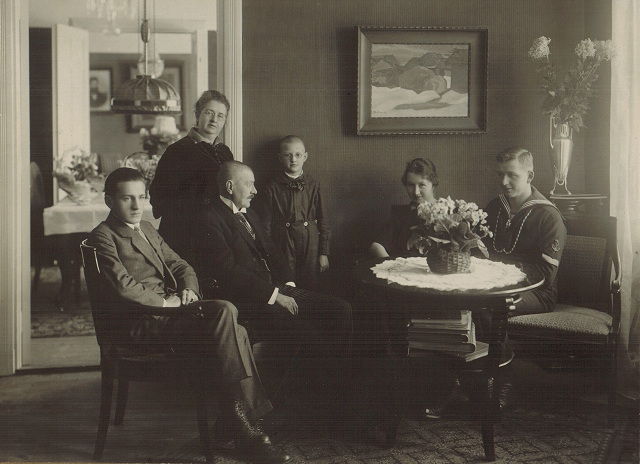
Erik, Aline, Emil, Fjalar, Anna och Karl-Johan 1921

Aline Grönberg gifte sig två gånger. Den första maken 1895 var handlaren Konstantin Johnsson (1863–1909). De fick tre barn: första barnet var Anna Alander, född Johnsson (1896–1975), det andra Karl-Johan Johnsson (1898–1943) och det tredje Erik Johnsson (1901–1977).
Efter Konstantins Johnssons död gifte sig Aline Grönberg 1911 med Emil Grönberg, apotekare i Punkalaidun. Paret fick en son, Fjalar (1912–1989). Då de gifte sig ville Aline inte vara bara apotekarfru, hon ville leda och utveckla sin affär. Aline och Emil kom överens om att bo på olika orter.

## Karriär[5]
År 1885 började Aline Grönberg som butiksbiträde och senare som butiksföreståndare hos John Dalberg & Co Tricotvaruaffär i Åbo. År 1895 var hon butiksbiträde i Konstantin Johnssons kolonialvaruaffär, från 1902 arbetade hon inom Antskog Klädesfabrik Ab Åboförsäljningen som  butiksföreståndare och 1908 grundade hon sitt eget företag Åbo Waddaffär (från 1937 Åbo Vadd) och ledde affären ända till sin död 1950.

## Åbo Vadd

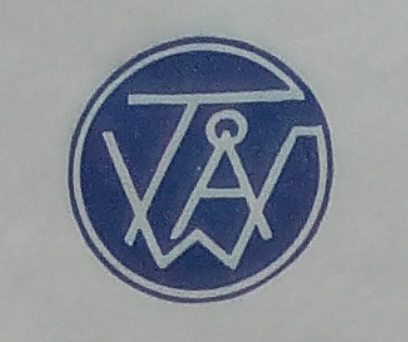

Redan från början specialiserade sig Åbo Waddaffär på sängkläder och hemtextilier. Åbo Waddaffärs kärnverksamhet var att köpa råvaror (t.ex.lump, vävull, ull, fjädrar, dun) från husmödrar, bönder och skärgårdsbor och sälja denna råvara till fabriker. Färdiga produkter köptes från fabrikerna för försäljning i Åbo Waddaffär. 

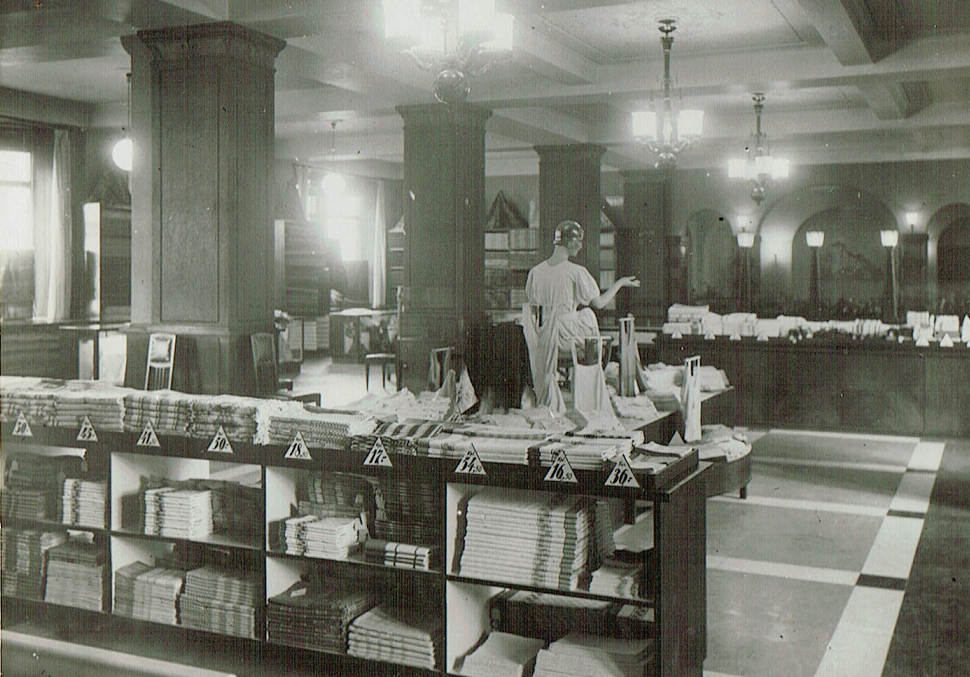
Åbo Vadd andra våning 1937

Åbo Waddaffär växte snabbt, 1908 hade företaget en anställd, 1926 var det 40 anställda, 1937 fanns 233 anställda och 1950 fanns 292 anställda. Dessutom fanns det över 300 hemsömmerskor när det var som störst.. Aline Grönberg besökte flera mässor i Europa och kom med nya produkter och idéer. Auragatan gjordes till Åbos första julgata. När julfönstret öppnades i Åbo Vadd, blockerades Auragatan och den efterlängtade julgubben kom varje år på olika sätt, till exempel år 1937 med svenska AB Aerotransports flygplan. 

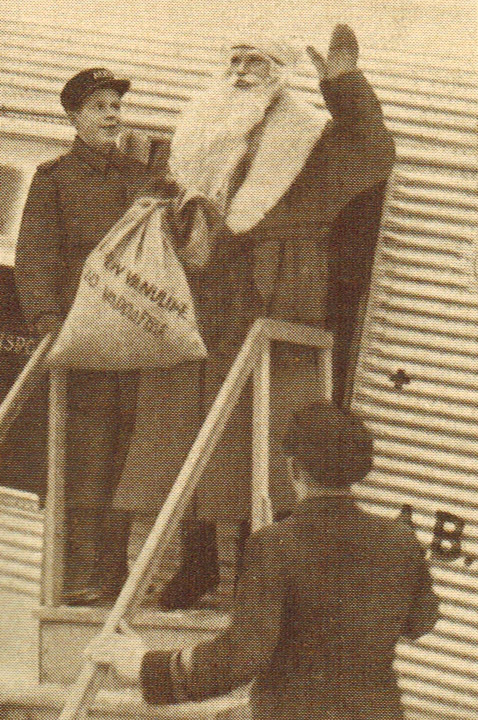
Julgubben har anlänt till Åbo 1937.

Åbo Vadd växte till ett stort affärsimperium. När Aline Grönberg dog 1950 innehöll affärsimperiet totalt nio butiker: i Åbo, Salo, Helsingfors och Marienhamn, samt tre fabriker: Finska Ull Ab i Åbo (VD Erik Johnsson). Åbo Fjäder Ab i Sockenbacka i Helsingfors (Direktör Eric Alander) och Åbo Täckindustri i (S:t Karins) (VD Aline Grönberg) .
Efter Aline Grönbergs död 1950 fortsatte dödsboet Åbo Vadd med sina butiker och fabriker. År 1973 sålde dödsboet aktierna i Åbo Vadd till Rauno Virtanen, som i sin tur sålde Åbo Vadd 1977 till Valintatalo.

## Pionjär för nordiskt samarbete
Erik Borgström, Åbo-kommitténs sekreterare från Göteborg skrev: ”Endast ett fåtal människor torde ha givit fadderkommunstanken en så stor betydelse som Aline Grönberg. Speciellt tydligt förstod hon värdet av ett samarbete mellan Finland och Sverige, och hon insåg också vilken betydelse exemplet Åbo och Göteborg kunde ha. Därför ville hon delta i detta arbete så mycket som bara var möjligt”.

## Hederstitel[9]
Kommerseråd, 1940

## Utmärkelser[9]
| Band | Utmärkelsetecken                                           | Tilldelat |
| ---- | ---------------------------------------------------------- | --------- |
|      | Kommendörstecknet av Finlands Lejons orden (FLO K)         | 1946      |
|      | Medalj av 1. klass av Finlands Vita Ros' orden (FVR am)    | 1931      |
|      | Hederstecknet för mänsklig barmhärtighet (PBH)             | 1947      |
|      | Finska Handelskammarens förtjänsttecken för 40 års tjänst. | 1948      |
|      | Finska Handelskammarens förtjänsttecken för 35 års tjänst. | 1946      |
|      | Finlands Svenska Köpmannaförbund förtjänsttecken av gold.  | 1941      |
|      | Göteborg Köpmannaförbund förtjänstmedal                    | 1944      |

## Andra utmärkelser
- S:t Karins: Vaddmammabacken, koordinater N60.40385, E22.39874.
- Köpcentret Forum i Åbo:  Vaddmammatorget, koordinater N60.45059, E 22.26799.
- På väggen i köpcentret Forum i Åbo: Relief av  Aline Grönberg.